# Billy Corgan
 Der er for få eller ingen kildehenvisninger i denne artikel, hvilket er et problem. Du kan hjælpe ved at angive troværdige kilder til de påstande, som fremføres i artiklen.

William Patrick Corgan, Jr. er en amerikansk sanger, sangskriver, guitarist og forfatter. Han er frontfigur i det amerikanske rockband Smashing Pumpkins, hvor han også spiller klaver, bas og en række andre instrumenter, samtidig med at han producerer både sine egne og andres album.
Corgan er nok mest kendt for at være forsanger og guitarist i to store rockbands Smashing Pumpkins (1988-2000 og 2006-nu) og Zwan (2001-2003), men han har også udgivet soloalbummet TheFutureEmbrace i 2005. Han har indspillet musik til en række film, heriblandt Singles, Ransom, Lost Highway, Batman & Robin, Stigmata og Spun.
Derudover har han medvirket på en række rockbands plader, heriblandt New Order, Scorpions, Hole, Marilyn Manson, Jimmy Chamberlin Complex og Lenny Kravitz. Han har skrevet tekster til bl.a. Natalie Imbruglia, Courtney Love og Melissa Auf der Maur, og han har spillet live med bl.a. David Bowie, Pink Floyd, Depeche Mode og Pearl Jam. I 2004 udgav Billy Corgan også en poesibog Blinking with Fists med digte.

## Historie

### Barndom og første bands (1967-1987)
Billy Corgan blev født i Elk Grove Village i delstaten Illinois. Hans forældre er William Corgan, Sr., der er blues/rock-guitarist, og Martha Louise Maes Corgan Lutz. Hans forældre fik et barn mere, inden de blev skilt i 1970.
I skolen var Corgan et succesrig sportsatlet, men i gymnasiet begyndte han spille guitar i stedet for. Hans far opfordrede ham til at lytte til Jeff Beck og Jimi Hendrix, men derudover hjalp han ham ikke meget i at lære at spille på instrumentet. Corgans musikinteresser var hard rock- og heavymetalbands som John Cale, Black Sabbath, samt mainstreamgrupper som Queen, Boston, ELO, Rush og Cheap Trick. I gymnasiet begyndte Corgan dog også at lytte til mere alternative bands, eksempelvis Bauhaus og The Cure.
I gymnasiet var Corgan med i adskillige bands. Selv om han blev tilbudt en række forskellige legater efter gymnasiet, gik han i stedet for efter en karriere inden for musik på fuld tid. Corgan flyttede til delstaten Florida i håbet om at slå igennem med sit første store band, The Marked. Bandet fik dog ikke den store succes og gik i opløsning, og Corgan flyttede tilbage til Chicago for at bo hos sin far.

### The Smashing Pumpkins (1988-2000)
Allerede da Corgan vendte tilbage til Chicago, havde han planer om at starte et nyt new wave-band med navnet The Smashing Pumpkins. Corgan mødte guitarist James Iha, mens han arbejdede i en pladebutik, og de to begyndte at indspille demoer sammen. Det var Corgan, der skrev sangene, men da Iha medbragte en af sine egne sange, og Corgan kritiserede den, snakkede Iha til ham i to måneder. De genoptog dog samarbejdet, og ved en lokal koncert mødte han bassist D'arcy Wretzky. Kort efter blev The Smashing Pumpkins officielt dannet. Trioen spillede på lokale spillesteder med en trommemaskine. For at få en koncert på Cabaret Metro i Chicago fik bandet at vide, at der skulle hyres en trommeslager. Jimmy Chamberlin blev kort efter hyret, og bandet fik sin debut som kvartet på Cabarat Metro den 5. oktober 1988. Koncertoptagelsen blev udgivet i december 2000.
Med Jimmy Chamberlin bag trommerne blev bandet hurtigt mere hard rock-præget. Bandet udgav sit første album i maj 1991 med titlen Gish, og albummet blandede psykedelisk rock og heavymetal. Gish blev en langt større kommerciel succes end ventet, men bandets andet album, Siamese Dream, blev et kæmpe hit med knap fem millioner solgte eksemplarer alene i USA. I offentligheden blev bandet kendt for interne stridigheder, og Corgan blev beskrevet som en "kontrol-freak" på baggrund af rygter om, at han spillede alle instrumenterne - på nær trommer - selv på Siamese Dream. Corgan indrømmede senere, at han havde spillet alle instrumenterne selv - foruden Chamberlins rolle som trommeslager. Singlerne "Cherub Rock", "Today" og "Disarm" blev kæmpehits i radioen.
I 1995 fulgte The Smashing Pumpkins succesen op med gruppens tredje album, Mellon Collie and the Infinite Sadness, der var et omfattende dobbeltalbum med 28 sange. Udgivelsen blev endnu mere succesrig end Siamese Dream og derfra kom adskillige hitsingler, heriblandt "Bullet with Butterfly Wings", "1979", "Zero" og "Tonight, Tonight". Mellon Collie and the Infinite Sadness blev nomineret til syv Grammy Awards og fik 10-dobbelt platin i USA. Sangen "1979" blev Corgans største hit nogensinde. I november 1995 optrådte bandet endnu en gang på Saturday Night Live, og denne optræden markerede samtidig første gang, at Corgan viste sig selv med en barberet hoved, som han har vedligeholdt lige siden.
Under bandets omfattende verdensturné udviklede Jimmy Chamberlin et alvorligt misbrug af heroin. I juli 1996 døde bandets turnerende keyboardist Jonathan Melvoin af en overdosis, mens han var sammen med Chamberlin. Chamberlin blev efterfølgende fyret og erstattet af Matt Walker på den resterende del af turnéen. Samtidig gennemgik Corgan en skilsmisse og hans mor døde af kræft. De dystre toner blev kunstnerisk overført til gruppens fjerde album, Adore, der blev udgivet i 1998. Den dystre og mere elektroniske plade delte fans og kritikere, og Adore blev en kommerciel skuffelse - i forhold til bandets tidligere plader - med kun 1,3 millioner solgte eksemplarer.
Chamberlin vendte tilbage til bandet i oktober 1998, og gruppen udgav sit femte album, MACHINA/the Machines of God, i 2000. Heller ikke MACHINA blev dog nogen kommerciel succes. D'arcy Wretzky forlod bandet umiddelbart inden færdiggørelsen af albummet, og derfor blev Melissa auf der Maur hyret til at spille bas på verdensturnéen. Billy Corgan annoncerede i maj 2000, at bandet ville gå i opløsning ved årets udgang, og bandet udgav albummet MACHINA II/Friends and Enemies of Modern Music i september 2000 gratis via internettet. The Smashing Pumpkins spillede en fire-timer lang afskedskoncert i Cabaret Metro i Chicago den 2. december 2000.

### Zwan og solokarriere (2001-2005)
I sommeren 2001 turnérede Billy Corgan med New Order, og samme efterår dannede han en ny rockgruppe med Jimmy Chamberlin fra The Smashing Pumpkins. Med i rockbandet Zwan var også Corgans gamle ven, guitarist Matt Sweeney og bassist David Pajo. Senere kom også Paz Lenchantin med i bandet. Zwan fungerede i to inkarnationer - et upbeat rockband drevet af guitarrock og en mere akustiske folk rock-inspireret gruppe med violin kendt under navnet The Djali Zwan. Zwan gav nogle få koncerter i 2001 og 2002, inden bandet udgav debutalbummet Mary Star of the Sea i januar 2003 og efterfølgende tog på en verdensturné. Zwan skulle have optrådt på Roskilde Festival i 2003, men bandet aflyste alle sommerens koncerter, fordi Zwan gik i opløsning. Corgan annoncerede formelt opløsningen i september 2003.
I 2004 begyndte Billy Corgan at skrive sin selvbiografi og lagde dele af den ud på sin officielle hjemmeside og sin MySpace-side. I tekstuddragene gav han James Iha skylden for enden på The Smashing Pumpkins og kaldte D'arcy Wretzky for "en ondsindet narkoman". Samtidig kritiserede han tidligere Zwan-medlemmer. Samme år udgav han poesibogen Blinking with Fists, der opnåede en plads på New York Times Best Seller List. I 2005 udgav han sit første og hidtil eneste soloalbum med titlen TheFutureEmbrace. Der blev dog kun solgt omkring 69.000 eksemplarer, og pladen blev ingen kommerciel succes. Corgan tog på en mindre verdensturné med Linda Strawberry, Brian Liesegang og Matt Walker i sommeren 2005. Inden indspilningerne af soloalbummet havde Corgan indspillet omkring 72 sange inspireret af hjembyen Chicagos historie til sit akustiske projekt ChicagoSongs. Sangene er endnu ikke blevet udgivet.

### Tilbage i The Smashing Pumpkins (2005-nu)
Samme dag som Corgan udgav sit soloalbum, købte han to fuldsides-reklamer i Chicagos to største aviser, hvor han afslørede, at han ville gendanne The Smashing Pumpkins. Nogle få dage senere accepterede Jimmy Chamberlin tilbuddet om at komme tilbage i bandet.
I april 2006 kunne bandets officielle hjemmeside bekræfte, at The Smashing Pumpkins var tilbage. Bandet brugte det meste af 2006 og starten af 2007 på at indspille et nyt album. I maj 2007 gjorde bandet comeback med en række koncerter, hvoraf den første var i Paris, Frankrig. Her blev guitarist Jeff Schroeder, bassist Ginger Pooley og keyboardist Lisa Harriton afsløret som bandets nye turnerende medlemmer. James Iha og D'arcy Wretzky deltog ikke i gendannelsen. Bandets sjette album, Zeitgeist, blev udgivet i juli 2007, og bandet fortsatte en omfattende verdensturné i 2007 og 2008. Samme år blev ep'en American Gothic udgivet, samt singlerne "Tarantula", "That's the Way (My Love Is)", "G.L.O.W." og "Superchrist". I marts 2009 forlod Jimmy Chamberlin bandet igen, men Corgan valgte at fortsætte under navnet.
Som erstatning for Chamberlin hyrede Billy Corgan det kun 19-årige trommeslagertalent Mike Byrne. I efteråret 2009 begyndte Corgan arbejdet på sit næste projekt, Teargarden by Kaleidyscope. Bandet tog på endnu en verdensturné i 2010 - nu med Jeff Schroeder, Mike Byrne og gruppens nye bassist Nicole Fiorentino, der erstattede Ginger Pooley, som var blevet gravid. I 2012 udgav bandet albummet Oceania, der var en del af Teargarden by Kaleidyscope. Også de næste to album, Monuments to an Elegy fra 2014 og Day for Night, blev udgivet som en del af Teargarden by Kaleidyscope.
I 2011 etablerede Billy Corgan en ny wrestlingorganisation med navnet Resistance Pro, og i 2012 åbnede han et nye tehus i hjembyen Chicago, hvor han med jævne mellemrum optræder både som solist og med sit band.

## Privatliv
Tekst mangler, hjælp os med at skrive teksten

## Vigtigste udgivelser
Smashing Pumpkins (1988-2000, 2006-nu)
- Gish (1991)
- Siamese Dream (1993)
- Mellon Collie and the Infinite Sadness (1995)
- Adore (1998)
- MACHINA/the Machines of God (2000)
- Zeitgeist (2007)
- Teargarden by Kaleidyscope (2009-2015)
- Oceania (2012)
- Monuments to an Elegy' (2014)
- Day for Night (2015)

Zwan (2001-2003)
- Mary Star of the Sea (2003)

Soloplader (2004-2005)
- TheFutureEmbrace (2005)

## Bøger
- Blinking with Fists (2004)

## Solo
I anledning af udgivelsen af sit debutalbum tog Billy Corgan på en kort verdensturné i sommeren 2005. I modsætning til stort set alle andre musikere i hans situation valgte Corgan udelukkende at spille materiale fra den nye plade (og andre sange fra indspilningerne til dette) i stedet for at spille populære Smashing Pumpkins- eller Zwan-hits. Han har ikke spillet nogen sange fra sit soloalbum siden gendannelsen af Smashing Pumpkins.
Billy Corgan havde følgende med på turné:
- Billy Corgan
- Linda Strawberry
- Brian Liesegang
- Matt Walker